# 吾妻 (装甲巡洋艦)
吾妻（あづま）は、日本海軍の装甲巡洋艦。艦名は福島県北部にある吾妻山による。

## 概要
大日本帝国海軍が日露戦争前にフランスのロワール社から購入した最初期の装甲巡洋艦。本艦は六六艦隊の装甲巡洋艦の第一期拡張計画で八雲型に次いで整備された艦である。日露戦争においては、航続力と速力を活かし、上村艦隊の主力として活躍した。

## 艦型
船体形状は典型的な平甲板型船体であり、同世代に建造された装甲巡洋艦「八雲」と同様の様式であるが、本艦はフランス式設計のために六六艦隊の中でも異彩を放った。
この頃のフランス装甲巡洋艦の常として排水量に比して船体が前後に長く、幅の狭い船型であった。また、缶室を二つに分離し、前後に離して配置したために二番煙突と三番煙突の間が離れていた。そのため、同じ三本煙突の「八雲」とは遠方からでも容易に区別がついた。また、装甲巡洋艦の中では本艦のみ吸気と排気を同時に行う二重構造のフランス式煙突と強制通風装置を採用しており、同世代のイギリス・ドイツ・イタリア軍艦は煙突付近に煙管を立てたような「通風筒」がニョキニョキと林立しているものだが、本艦では数が少ない。これら通風筒は戦闘時に甲板上の火災や砲弾の破片を艦内に引き込んだりするため、日露戦争後の戦訓で本数を減少させたり、通風装置を強化したが、本型は設計段階で考慮に入れられており、非常に先進的な考えで建造された艦といえる。
だがこの特徴的な二重煙突は後年、他艦同様の単純な構造の煙突に交換されている。
船体は凌波性を良くするために乾舷を高く取られている。艦首には未だ衝角（ラム）が付いている。主砲は新設計の「20.3cm（45口径）砲」を楕円筒形の連装砲塔に纏め、1番主砲塔、司令塔を組み込んだ操舵艦橋、単脚の前檣、三本煙突のうち2番煙突と3番煙突の間隔は広い。その後ろに艦載艇置き場、ボート・クレーンの基部を兼ねる単脚の後檣、2番主砲塔の順である。15.2cm（40口径）単装砲12基、甲板砲廓部4基に舷側に2基の片舷6基が配置。他には水雷艇対策に艦首・艦尾と上甲板に8cm（40口径）単装速射砲が12基、47mm砲が単装12基が前檣と後檣、上甲板に12基配されるのは「八雲」と同じである。

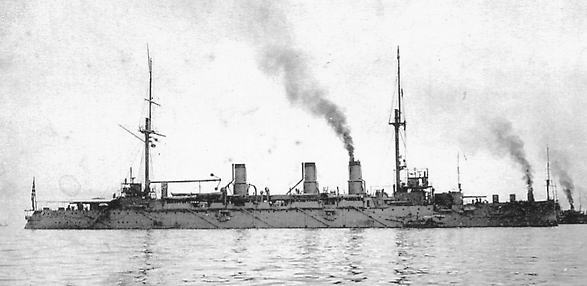
側面からの吾妻
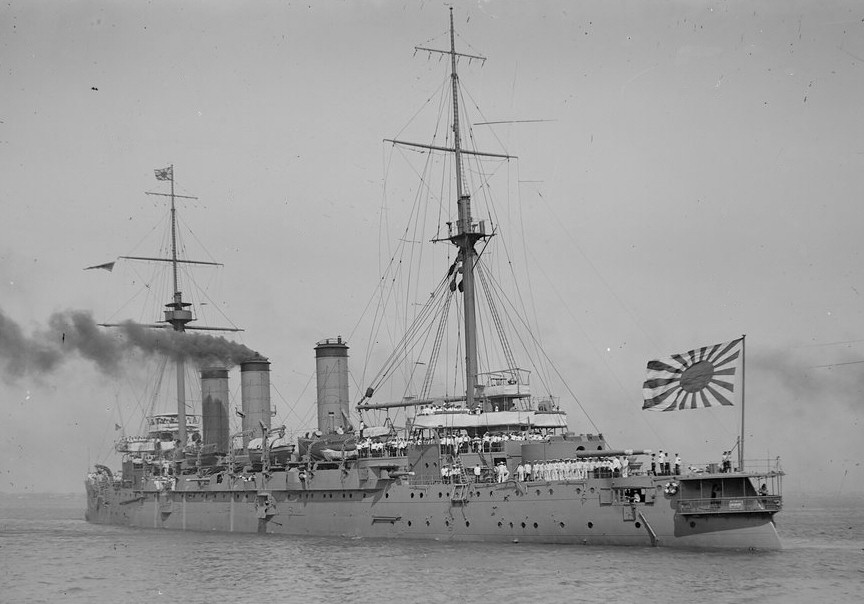
1930年代の吾妻

### 兵装
本級の主砲は新設計の「20.3cm（45口径）砲」である。これを楕円筒型の連装砲塔に収めた。この砲塔は左右150度に旋回でき、仰角30度･俯角5度であった。重量113kgの砲弾を毎分2発の間隔で発射できた。射程は仰角30度で18,000mである。副砲は「1895年型 15.2 cm（40口径）砲」を採用し、この砲は毎分5発を発射できたが、熟練した兵ならば7発が可能であった。45.4kgの砲弾を俯仰角度は仰角20度・俯角5度で、仰角20度で9,140 mの射程を持っていた。他に、ヴィッカーズ社の「1894年型 8cm（40口径）砲」を単装砲架で12基、47mm単装砲を12基、45.7cm魚雷発射管を単装で、艦首部水上に1基、舷側部水中に4基を装備した。

### 機関
ボイラーは当時の最新型高性能機関であるフランス製のベルヴィール式石炭専焼缶を24個。これに直立型三段膨張式四気筒レシプロ機関2基2軸推進とし、出力は「八雲」よりも1,500hp高い17,000hp、速力20.0ノットを発揮した。航続距離は石炭12,750トンで速力10ノットで7,000海里と、当時にして大航続距離を誇った。
なお、本級のベルヴィール式高圧缶は缶内の蒸気管の漏洩が多発し、経験の少ない日本海軍の機関員を悩ませた。しかし、ベルヴィール缶に悩まされたのは海軍の教師であったイギリス海軍でも同様であり、途中で投げ出して機関の発達に低迷したイギリス海軍とは違い、日本海軍は機関員の熟練と対策によりちゃんと使いこなした点は高く評価できる。また、それは第一次大戦時にスエズ運河への長距離船団護衛に派遣され、船団護衛に従事したことで充分に証明している。

### その他
本級は、日露戦争当時の六六艦隊の中で唯一仏国製の艦で、特に全長が135.9mと長く、当時の戦艦「三笠」の垂線間長が121.9ｍであることから、いかに長い船体であったかが解る。
垂線間長が約15ｍ長く、幅が約２ｍ狭い細長い船体をもち、また缶室が前後に分かれていることから第二煙突と第三煙突の間隔が広いなど、独特の艦姿をしている。
当時の国内において、「吾妻」を入渠させることができるドックを持っていたのは浦賀ドックのみで、常にこのドックを使用していた。そのため、浦賀には本艦の写真が多く残っている。

## 艦歴
- 1898年（明治31年）ロワール社のサン・ナゼール造船所にて起工。政治上の理由（イギリスばかりに発注していては外交上問題があったから）によりフランスに発注された。また同様の理由で八雲はドイツに発注されている。
- 1900年（明治33年）
  - 7月28日：領収し、翌日に日本へ回航[3]。
  - 10月29日：横須賀に到着[4]。
- 1904年（明治37年）8月14日：蔚山沖海戦第2艦隊（上村艦隊）
- 1905年（明治38年）5月27日：日本海海戦第2艦隊（上村艦隊）
- 1912年（大正元年）からは、他の装甲巡洋艦と同様に練習艦として遠洋航海に使用するも、比較的短期間に留まる。第一次世界大戦では、第一特務艦隊に編入されシンガポール方面で活動。
- 1921年（大正10年）9月1日：一等海防艦に編入され、舞鶴海兵団の練習艦。
- 1927年（昭和2年）：海軍機関学校の定繋練習艦。
- 1942年（昭和17年）7月1日：「練習特務艦」に編入。[注釈 2]
- 1943年（昭和18年）9月：備砲撤去工事等指令。
- 1944年（昭和19年）
  - 2月15日：除籍。[注釈 3]
  - ～翌 昭和20年：解体。[注釈 4]

　　　　　※ 現在、京都の乃木神社に本艦の主錨が安置されている。

## 艦長
※『日本海軍史』第9巻・第10巻の「将官履歴」及び『官報』に基づく。階級は就任時のもの。
回航委員長
- 小倉鋲一郎 大佐：1899年5月1日 - 1900年3月14日

艦長
- 小倉鋲一郎 大佐：1900年3月14日 - 1902年5月24日
- 成田勝郎 大佐：1902年5月31日 - 1903年10月15日
- 藤井較一 大佐：1903年10月15日 - 1905年1月12日
- 村上格一 大佐：1905年1月12日 - 8月5日
- 井手麟六 大佐：1905年8月5日 - 1906年8月30日
- 石橋甫 大佐：1906年8月30日 - 12月24日
- 上泉徳弥 大佐：1906年12月24日 - 1908年8月28日
- 久保田彦七 大佐：1908年8月28日 - 1909年2月14日
- 築山清智 大佐：1909年2月14日 - 1909年10月1日
- 栃内曽次郎 大佐：1909年10月1日 - 12月1日
- （兼）山中柴吉 大佐：1910年2月16日 - 4月9日
- 花房祐四郎 大佐：1910年4月9日 - 6月22日
- （兼）山中柴吉 大佐：1910年6月22日 - 7月25日
- 笠間直 大佐：1910年7月25日 - 1911年4月1日
- （兼）土山哲三 大佐：1911年4月1日 - 5月23日
- 岩村団次郎 大佐：1911年5月23日 - 1913年5月24日
- 佐藤皐蔵 大佐：1913年5月24日 - 1914年8月23日
- 三村錦三郎 大佐：1914年12月1日 - 1915年1月25日
- 竹内重利 大佐：1915年4月12日 - 1915年12月12日
- 飯田久恒 大佐：1915年12月12日 - 1916年12月1日
- 新納司 大佐：1916年12月1日 -
- 飯田延太郎 大佐：1918年7月1日 - 1919年8月5日
- 原田正作 大佐：1919年8月5日 - 1920年10月1日
- 秋元秀太郎 大佐：1920年10月5日[5] - 1921年7月20日[6]
- 副島慶一 大佐：1921年7月20日[6] - 12月20日[7]
- 加藤弘三 大佐：1921年12月20日[7] - 1922年11月20日[8]
- 高橋宗三郎 大佐：1922年11月20日[8] - 1923年11月10日[9]
- 吉田茂明 大佐：1923年11月10日[9] - 1924年12月1日[10]
- （兼）湯地秀生 大佐：1924年12月1日 - 1925年4月15日
- 長井実養 中佐：1925年4月15日[11] - 1925年8月1日[12]
- 三矢四郎 大佐：1925年8月1日[12] - 1927年12月1日[13]
- 江頭貞三 中佐：1927年12月1日[13] - 1929年11月30日[14]
- 山内裳吉 中佐：1929年11月30日[14] - 1930年12月1日[15]
- 楠岡凖一 大佐：1930年12月1日[15] - 1931年12月1日[16]
- （兼）武藤浩 大佐：1931年12月1日[16] - 1932年4月1日[17]